# José Gamarra
José Gamarra (Tacuarembó, 12 de febrero de 1934) es un pintor y grabador uruguayo actualmente está radicado en Arcueil, una localidad cercana a París.

## Biografía
Fue el segundo hijo de José Gamarra y de Renée Macedonio. Es el segundo hijo de una familia de tres varones; Adan, José Artigas, y Roberto. Su padre era jefe de destacamento de Tranqueras en el departamento de Rivera, Uruguay. Muchas veces se alejaba de la familia por su trabajo. Los niños ayudaban a la madre en las tareas de la casa. Pasó su infancia en la ciudad de Tacuarembó, en el barrio Ferrocarril.De cinco a siete años asistió a una escuela pública en su ciudad natal. La familia vivía cerca del arroyo Sandú en Tacuarembó. Con siete años sus padres lo envían a la casa de su abuela materna María Francisca Macedonio, en Instrucciones y Camino Mendoza. Frecuenta la escuela primaria “de Maye” rodeada de viñas. Posteriormente, Gamarra cambia de escuela, comienza una nueva experiencia en la escuela Piloto N° 129 a tiempo completo, a la mañana con las materias clásicas (matemáticas, español…) y a la tarde (música, pintura y trabajos manuales). Durante su formación escolar en Montevideo tuvo contacto con las maestras María Mercedes Antelo y Bell Clavelli, quienes profesaban la idea de que la enseñanza podía ser más efectiva en los niños a través de la práctica con las artes visuales. A los 11 años participó en su primera exposición junto con otros escolares en el Centro de Exposiciones Subte de Montevideo. En 1950 ingresó en la Escuela de Bellas Artes, donde tomó clases con Miguel Ángel Pareja, Felipe Seade y Vicente Martín. En 1959 obtuvo la Beca Itamaratí, del Ministerio de Relaciones Exteriores del Brasil. Estudió un año en el Museo de Arte Moderno de Río de Janeiro con Johnny Friedlaender, y con Iberê Camargo en el Escuela de Artes Visuales Parque Lage de Río de Janeiro. En 1964 representó a Uruguay en la Bienal de Venecia, junto con Jorge Páez Vilaró, Jorge Damiani y Nelson Ramos.
En 1963 se trasladó a Francia, donde vive y trabaja desde entonces.
Su obra integra las colecciones de Museo Metropolitano de Arte de Nueva York, el Museo de Arte Moderno de París, Casa de las Américas, el Museo de Arte Moderno de Buenos Aires, el Museo Juan Manuel Blanes y el Museo Nacional de Artes Visuales de Montevideo y la Fundación Rockefeller, entre otros museos y colecciones del mundo.

## Algunos premios y reconocimientos
1957 Tercer premio de Pintura, II Salón de Otoño de Artistas Plásticos del Interior, Uruguay. Medalla de Bronce, XXI Salón Nacional de Artes Plásticas, Uruguay.
1958 Tercer premio, III Salón de Otoño de Artistas Plásticos del Interior, Uruguay. 
1960 Premio Adquisición, V Salón de Otoño de Artistas Plásticos del Interior, Uruguay.
1961 Medalla de bronce, XXV Salón Nacional de Artes Plásticas, Uruguay. Premio Adquisición, XIII Salón Municipal de Artes Plásticas, Montevideo, Uruguay. Premio Adquisición, X Salón de Arte Moderno, San Pablo, Brasil. Premio Leirner de Arte Contemporáneo, Galería Folhas, San Pablo, Brasil.
1962 Medalla de bronce, XXVI Salón Nacional de Artes Plásticas, Uruguay. Premio Adquisición, XIV Salón Municipal, Montevideo, Uruguay. Tercer Premio de Pintura, I Bienal Americana de Arte, Córdoba, Argentina. Premio Adquisición, XI Salón de Arte Moderno, San Pablo, Brasil.
1963 Primer Premio de Pintura, III Bienal de Jóvenes de Montevideo, Uruguay. Medalla de bronce, XVII Salón Nacional de Artes Plásticas, Uruguay. Premio de Pintura, III Bienal de Jóvenes, París, Francia.
1966 Premio Posadas de Grabado, Cuba.

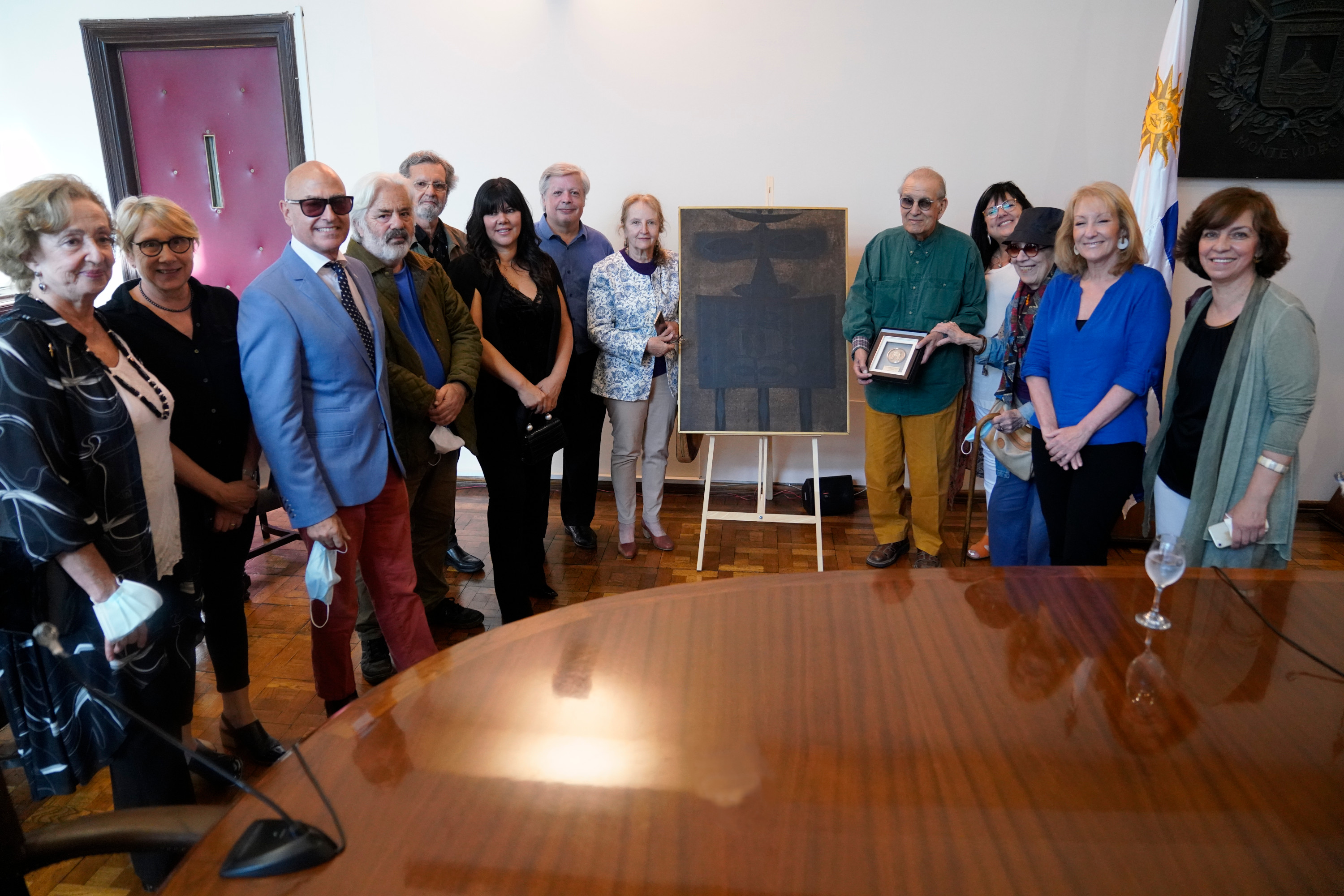
José Gamarra sosteniendo el reconocimiento a Ciudadano Ilustre de Montevideo en 2021.

1967 Premio Arnys de la Pintura Joven, París, Francia.
1975 Premio Parma 75, Parma, Italia.
1981 Medalla de plata, premio de Pintura, XXVI Salón de Montrouge, Francia.
1984 Premio de Pintura Cándido Portinari, I Bienal de La Habana, Cuba.
En 2014 el Premio Nacional de Artes Visuales de Uruguay llevó su nombre en reconocimiento a su destacada trayectoria.
En 2016 recibió la medalla del Sénat Français por su trayectoria.
En 2021 la ciudad de Montevideo lo distinguió como ciudadano ilustre.
En 2024 recibió el Premio Figari en reconocimiento a su trayectoria.